# Point Pigott
Point Pigott är en bergstopp i Kenya.   Den ligger i länet Nyeri, i den centrala delen av landet, 140 km norr om huvudstaden Nairobi. Toppen på Point Pigott är 4 605 meter över havet.
Terrängen runt Point Pigott är bergig åt sydväst, men åt nordost är den kuperad.  Trakten runt Point Pigott är nära nog obefolkad, med mindre än två invånare per kvadratkilometer. Det finns inga samhällen i närheten. Trakten runt Point Pigott består i huvudsak av gräsmarker.